# Anthon Charmig
Anthon Charmig (født 25. marts 1998 i Aarhus) er en professionel cykelrytter fra Danmark, der er på kontrakt hos XDS Astana Team.
Ved EM i landevejscykling 2020 vandt han sølv i linjeløbet for U23-klassen.

## Meritter
2019
1. plads, Taiwan KOM Challenge
2020
2. plads  Linjeløb, EM i landevejscykling for U23
3. plads samlet, Randers Bike Week
2021
1. plads  Bjergkonkurrencen, Tour of Norway
2. plads samlet, Alpes Isère Tour
6. plads samlet, Tyrkiet Rundt
7. plads samlet PostNord Danmark Rundt
2022
1. plads, 3. etape, Tour of Oman
7. plads samlet, Saudi Tour
2023
4. plads, DM i linjeløb